# Monodelphis peruviana
Monodelphis peruviana is een zoogdier uit de familie van de opossums (Didelphidae). De wetenschappelijke naam van de soort werd voor het eerst geldig gepubliceerd door Osgood in 1913. De soort komt voor in Bolivia en Peru.